# 5-ös villamos (Bécs)
A bécsi 5-ös jelzésű villamos a Westbahnhof (magyarul: Nyugati pályaudvar) és Praterstern között közlekedik. 7,5 km hosszú útvonala során több közlekedési csomópontot érint.

## Útvonala
| → Westbahnhof | → Praterstern |
| --- | --- |
| - Praterstern - Nordbahnstraße - Am Tabor - Nordwestbahnstraße - Rauscherstraße - Wallensteinstraße - Friedensbrücke - Alserbachstraße - Julius-Tandler-Platz - Alserbachstraße - Nußdorfer Straße - Spitalgasse - Lange Gasse - Laudongasse - Skodagasse - Florianigasse - Albertgasse - Josefstädter Straße - Blindengasse - Kaiserstraße - Stollgasse - Neubaugürtel (Westbhf.) | - Neubaugürtel (Westbhf.) - Mariahilfer Straße - Kaiserstraße - Blindengasse - Josefstädter Straße - Albertgasse - Florianigasse - Skodagasse - Laudongasse - Lange Gasse - Spitalgasse - Nußdorfer Straße - Alserbachstraße - Julius-Tandler-Platz - Alserbachstraße - Friedensbrücke - Wallensteinstraße - Rauscherstraße - Nordwestbahnstraße - Am Tabor - Nordbahnstraße - Praterstern |

## Története
Az 5-ös villamosnak a hálózat történetében fontos szerepe van, hiszen a város legeslegelső elektromos villamosa nagyrészt ezen az útvonalon indult. el 1987 január 27-én, útvonala a következő volt: Bahnhof Vorgarten - Vorgartenstraße - Lassallestraße (akkor még: Kronprinz Rudolf-Straße) - Praterstern - Nordbahnstraße - Am Tabor - Trunnerstraße - Taborstraße - Nordwestbahnstraße - Rauscherstraße - Wallensteinstraße - Friedensbrücke (akkor még: Brigittabrücke) - Alserbachstraße - Julius-Tandler-Platz (akkor még: Althanplatz) - Alserbachstraße - Nußdorfer Straße - Spitalgasse - Alser Straße - Skodagasse - Florianigasse - Albertgasse - Josefstädter Straße - Blindengasse - Kaiserstraße - Mariahilfer Straße - Wallgasse - Raimundtheater
Az első 5-ös jelzéssel ellátott villamos 1907. március 5-én indult el, akkor munkanapokon a Prater és a Mariahilfer Straße között közlekedett, munkaszüneti napokon pedig a Pratertől tovább, a Reichsbrückehez mentek a villamosok. A jelenlegi formáját 1993. augusztus 23-án nyerte el, amikor is a 3-as metrót meghosszabbították a Nyugati pályaudvarig és a felső Mariahilfer Straßen felszedték a villamospályát.

## Járművek
A vonalon a kétezres években E1 típusú villamosok közlekedtnek pótkocsikkal, továbbá 2007 óta alacsony padlós ULF villamosok is kiszolgálják a viszonylatot. Az E1-esek pótkocsijai a 2000-es évektől a 3 típus volt, de a selejtezésük miatt 2006-ban átállomásítottak erre a vonalra c4-eseket is, az utolsó c3-as 2015-ben közlekedett itt.

Az E1-esek folyamatos selejtezése miatt 2017-re eltűnt teljesen a típus a vonalról, és kisebb példányszámban máshonnan átcsoportosítva E2-es járműveket küldtek az alacsony padlós ULF-eket kiegészíteni.  A járműkiadást Brigittenau és Rudolfsheim kocsiszínek biztosítják.

## Megállóhelyei
| 5 (Praterstern ◄► Westbahnhof) | 5 (Praterstern ◄► Westbahnhof)              | 5 (Praterstern ◄► Westbahnhof) | 5 (Praterstern ◄► Westbahnhof)                | 5 (Praterstern ◄► Westbahnhof) |
| Perc (↓)                       | Megállóhely                                 | Perc (↑)                       | Átszállási kapcsolatok                        |                                |
| ------------------------------ | ------------------------------------------- | ------------------------------ | --------------------------------------------- | ------------------------------ |
| 0                              | Praterstern végállomás                      | 36                             | U1 , U2 S1 , S2 , S3 , S4 , S7 O 5B, 80A, 82A |                                |
| ∫                              | Mühlfeldgasse                               | 34                             | O                                             |                                |
| 3                              | Nordbahnstraße                              | 32                             | O                                             |                                |
| 4                              | Am Tabor                                    | 31                             | 2                                             |                                |
| 5                              | Nordwestbahnstraße                          | 30                             |                                               |                                |
| 6                              | Rauscherstraße                              | 29                             | 5A                                            |                                |
| 8                              | Wallensteinplatz                            | 27                             | 33 5B                                         |                                |
| 9                              | Klosterneuburger Straße / Wallensteinstraße | 25                             | 31, 33                                        |                                |
| 11                             | Friedensbrücke                              | 24                             | U4 33                                         |                                |
| 12                             | Franz-Josefs-Bahnhof                        | 22                             | S40 33, D                                     |                                |
| 14                             | Nußdorfer Straße / Alserbachstraße          | 20                             | 33, 37, 38 40A                                |                                |
| 16                             | Spitalgasse                                 | 18                             | 33, 37, 38, 40, 41, 42                        |                                |
| 18                             | Lazarettgasse                               | 16                             | 33                                            |                                |
| 20                             | Lange Gasse                                 | 14                             | 33, 43, 44                                    |                                |
| 21                             | Laudongasse                                 | 13                             | 33 13A                                        |                                |
| 22                             | Florianigasse                               | 11                             | 33                                            |                                |
| 24                             | Albertgasse                                 | 10                             | 2, 33                                         |                                |
| 25                             | Blindengasse                                | 9                              | 2, 33                                         |                                |
| 27                             | Lerchenfelder Straße                        | 7                              | Thaliastraße: U6 46                           |                                |
| 28                             | Kaiserstraße, Neustiftgasse                 | 6                              | 48A                                           |                                |
| 29                             | Kaiserstraße, Burggasse                     | 5                              | 48A                                           |                                |
| 30                             | Kaiserstraße, Westbahnstraße                | 4                              | 49                                            |                                |
| 32                             | Stollgasse                                  | 2                              |                                               |                                |
| ∫                              | Kaiserstraße                                | 1                              |                                               |                                |
| 33                             | Westbahnhof végállomás                      | 0                              | U3 , U6 S50 6, 9, 18, 52, 60                  |                                |

## Galéria

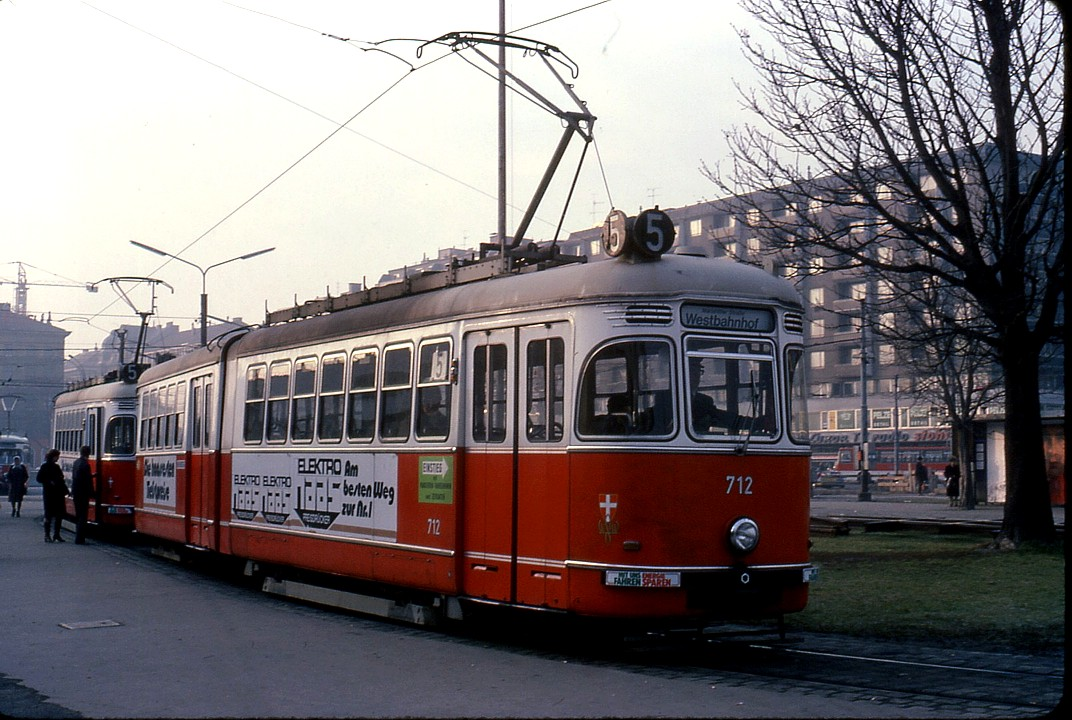
Praterstern végállomás 1979-ben
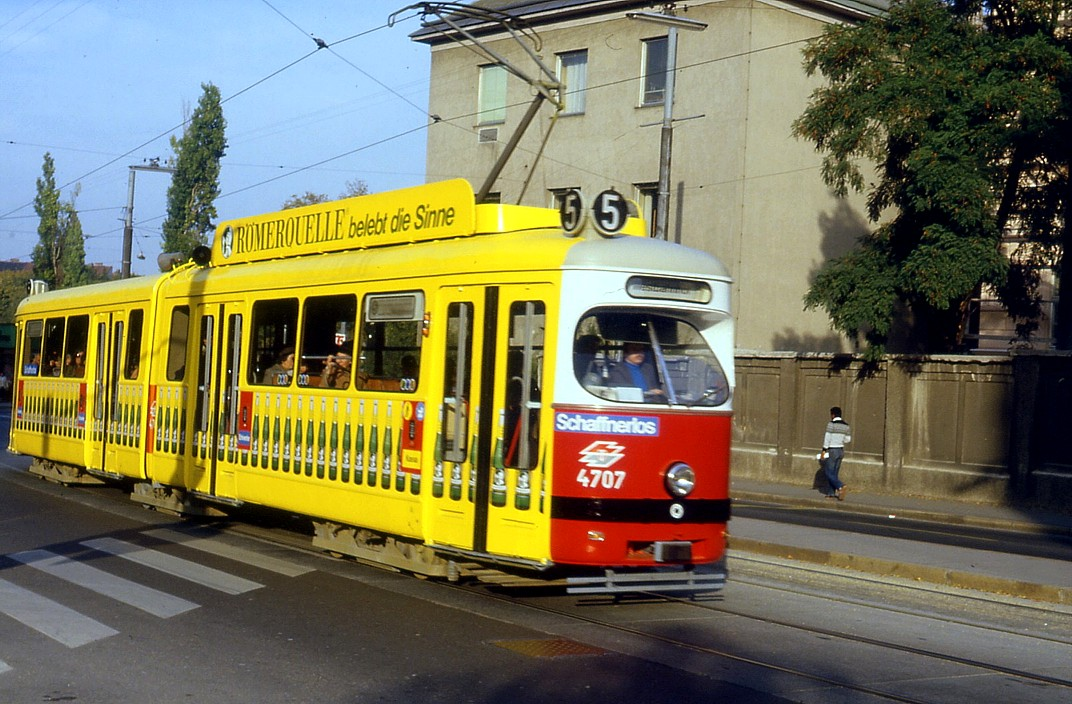
Egykor Miskolc nosztalgia E1-es villamosa is közlekedett ezen a viszonylaton
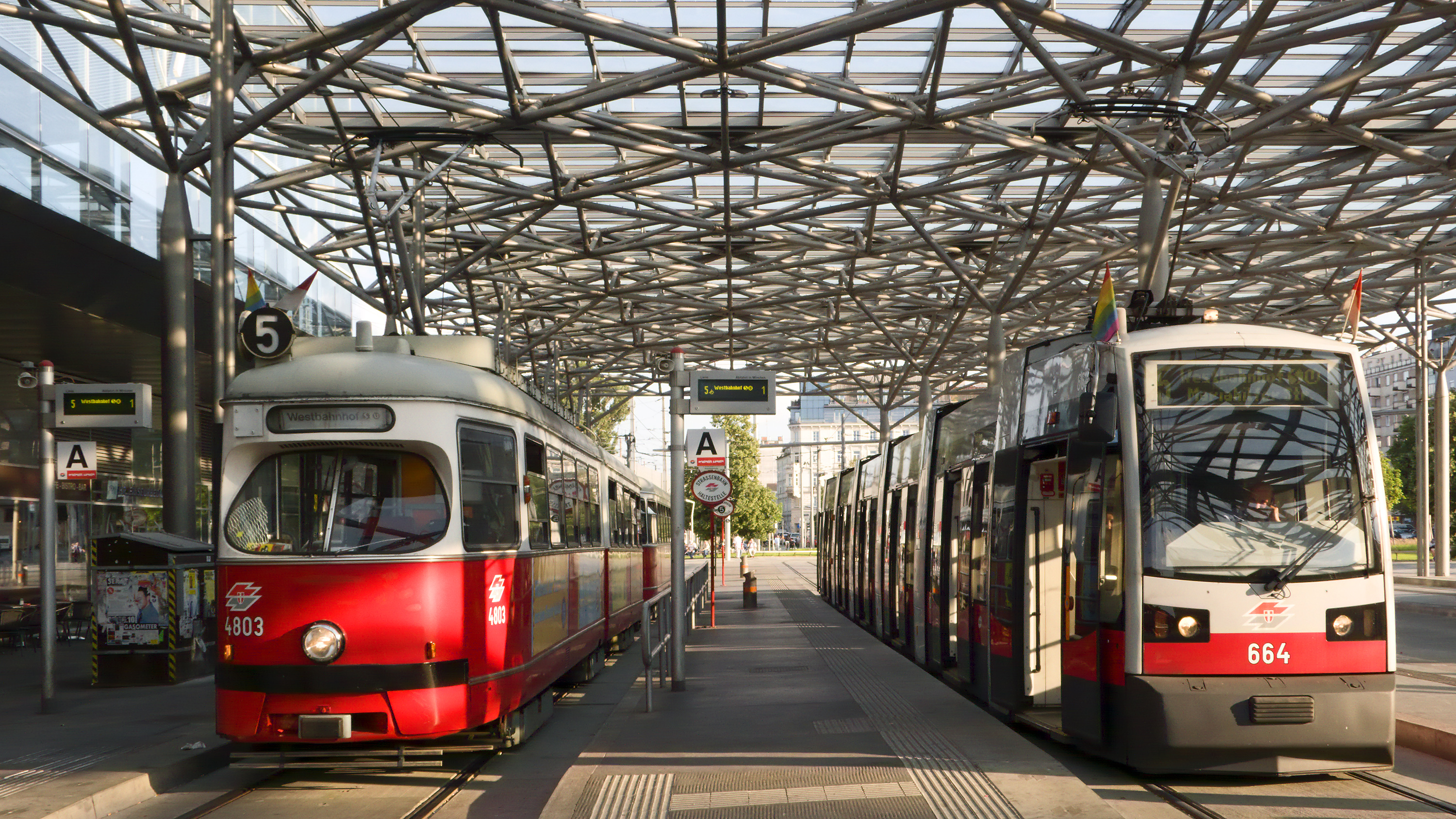
Praterstern végállomás napjainkban
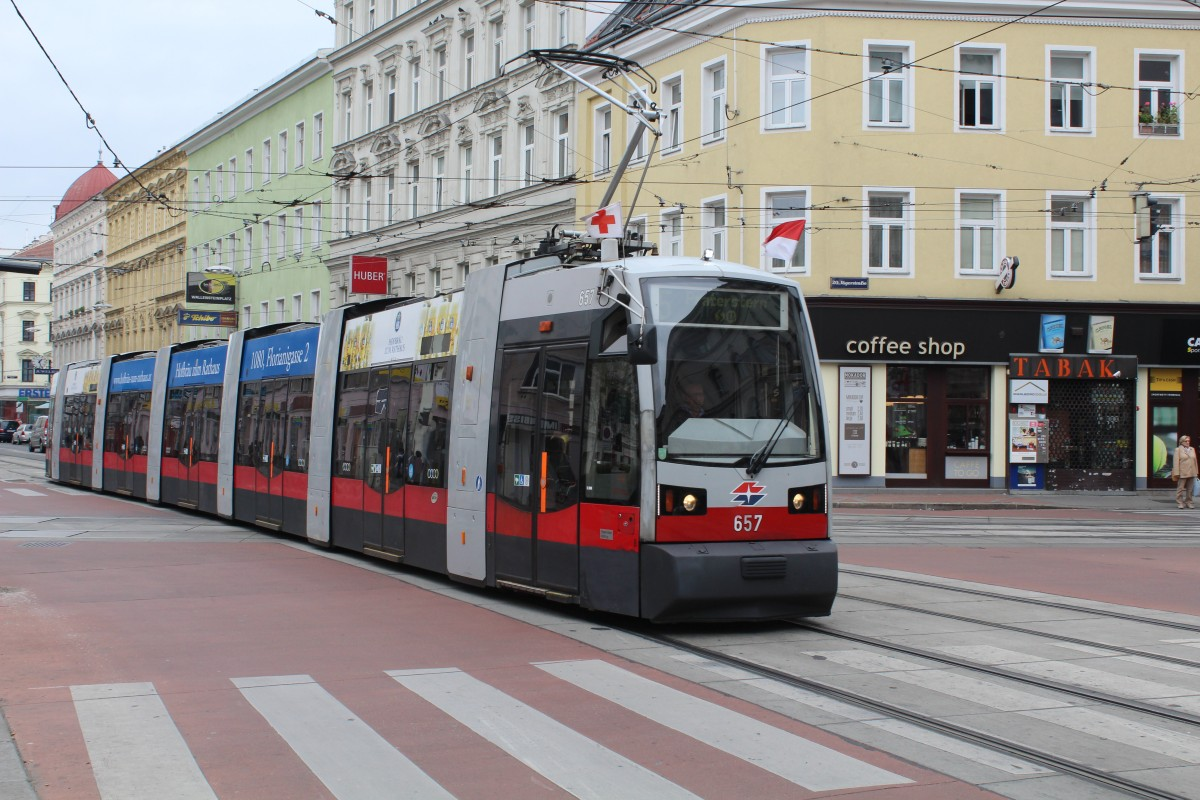
ULF villamos a Wallensteinplatzon
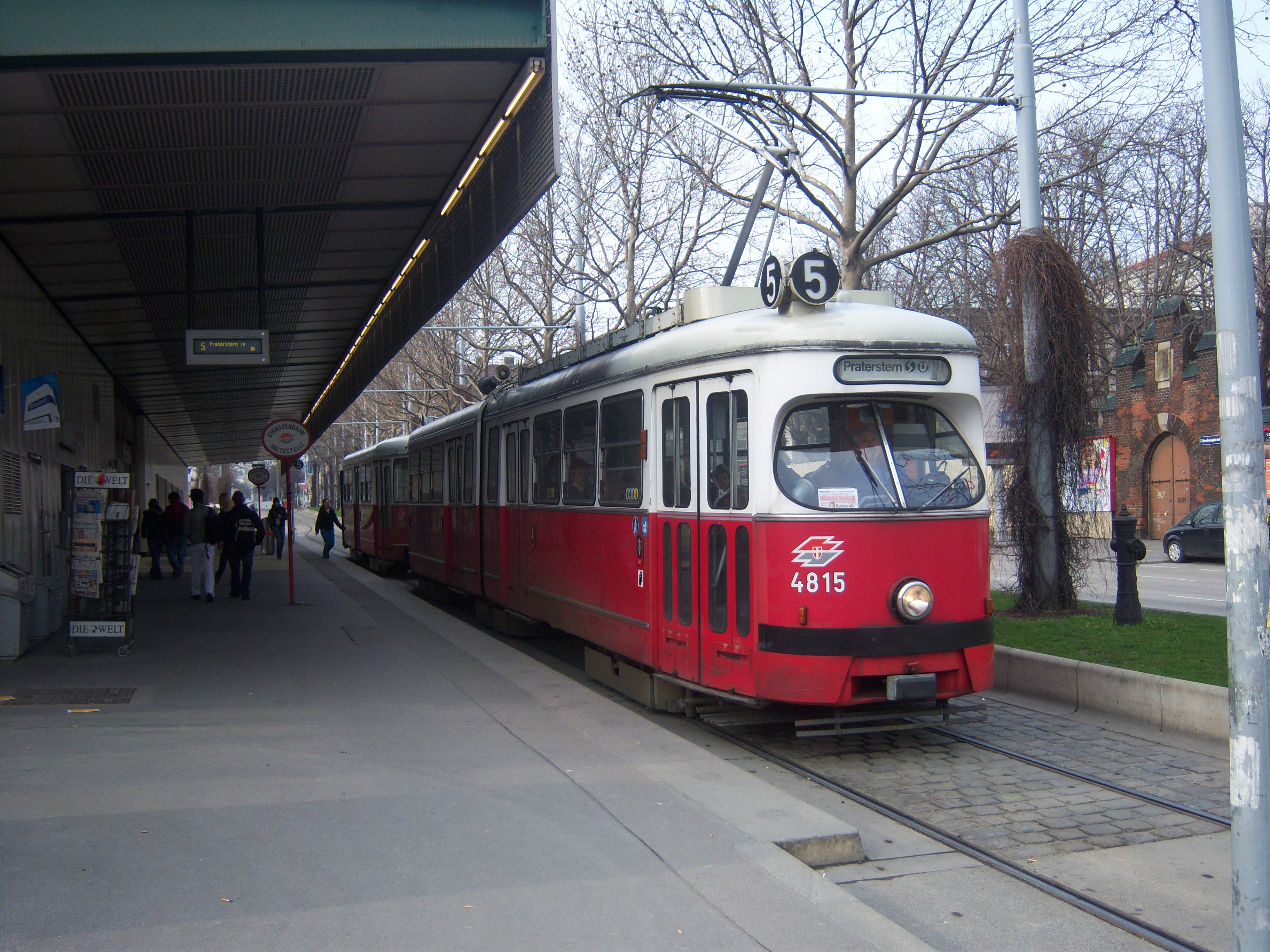
Westbahnhof végállomáson